# 上村智宏
上村 智宏（うえむら ちひろ、1991年2月17日 - ）は福岡県出身の俳優。元アミューズ所属。

## 略歴
- 月刊「De-View」とアミューズがコラボレーションし2006年に行われた「第2回アミューズお姫様王子様オーディション」で、全国3507人の応募者の中から王子様部門の準グランプリを受賞。

## 人物
- 特技はバドミントンと野球。

## 雑誌
- 「nicola」（メンズモデル）